# Eugène Tisserant
Eugène-Gabriel-Gervais-Laurent Tisserant (Nancy, 24 de março de 1884 — Albano Laziale, 21 de fevereiro de 1972) foi um cardeal da Igreja Católica francês, deão do colégio dos cardeais e grão-mestre da Ordem Equestre do Santo Sepulcro de Jerusalém.

## Cardinalato
Foi ordenado padre em 4 de agosto de 1907, em Nancy. Criado cardeal-diácono em 1936, pelo Papa Pio XI, com o título cardinalício de Santos Vito, Modesto e Crescência, recebendo o barrete cardinalício em 18 de junho. No dia seguinte, é nomeado Secretário da Sagrada Congregação para a Igreja Oriental.

## Episcopado

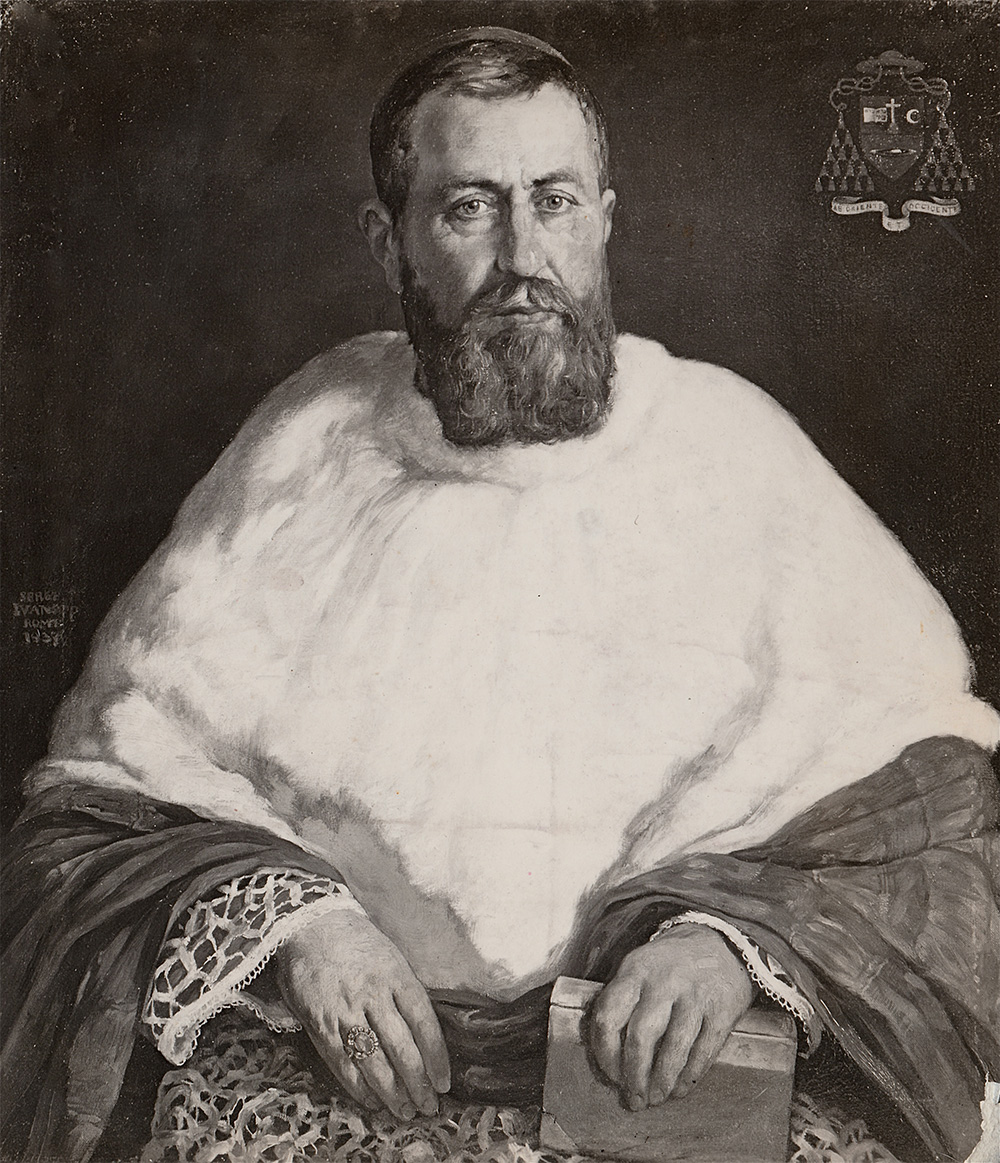
Monsieur le Cardinal Tisserant, portrait par Serge Ivanoff, Rome, 1937

Em 1937, é consagrado arcebispo-titular de Icônio e torna-se cardeal-padre mantendo o título pro hac vice. Em 1938, é nomeado presidente da Pontifícia Comissão Bíblica. Em 1939, passa ao título de Santa Maria sobre Minerva. Participa do Conclave de 1939 que elegeu Eugenio Giuseppe Maria Giovanni Pacelli como Papa Pio XII.
Em 1946, é elevado a cardeal-bispo de Porto e Santa Rufina. Em 1948, é nomeado vice-decano do Sagrado Colégio dos Cardeais. Em 1951, é confirmado como Deão do colégio dos cardeais, passando a acumular o título de cardeal-bispo de Óstia, além de tornar-se prefeito da Sagrada Congregação Cerimonial. Dessa forma, foi o principal organizador do Conclave de 1958 que elegeu Angelo Giuseppe Roncalli como Papa João XXIII e do Conclave de 1963 que elegeu Giovanni Montini como Papa Paulo VI.
Em 1957, é nomeado arquivista dos Arquivos Secretos do Vaticano e bibliotecário da Biblioteca Vaticana. Entre 1958 e 1960, é o camerlengo do colégio dos cardeais. Em 1960, é nomeado grão-mestre da Ordem Equestre do Santo Sepulcro de Jerusalém. Em 1961 é eleito para a cadeira 37 da Academia Francesa. Tornou-se doutor «honoris causa» pela Universidade de Coimbra em 1956. Participou do Concílio Vaticano II.
Faleceu em 21 de fevereiro de 1972, vítima de ataque cardíaco. Seu funeral foi presidido pelo Papa Paulo VI, com o réquiem realizado pelo cardeal Paolo Marella. Seu corpo jaz sepultado na Catedral dos Sagrados Corações de Jesus e Maria, sé da Diocese de Porto-Santa Rufina.

## Conclaves
- Conclave de 1939 - participou da eleição do Papa Pio XII
- Conclave de 1958 - participou como decano do Colégio dos Cardeais da eleição do Papa João XXIII
- Conclave de 1963 - participou como decano do Colégio dos Cardeais da eleição do Papa Paulo VI